# Samba-corrido
O Samba-corrido (também conhecido como samba-de-primeira) é uma variante do antigo samba existente na Bahia, sem segunda-parte, cronologicamente intermediário entre o samba primitivo rural e o moderno samba urbano.